# Parco del Memoriale della Pace 228
Il Parco del Memoriale della Pace 228 (二二八和平紀念公園T, Èrèrbā hépíng jìniàn gōngyuánP) è un parco cittadino, situato nel distretto di Zhongzheng a Taipei. Raccoglie diversi memoriali alle vittime dell'incidente di Taiwan del 28 febbraio 1947, tra cui il Taipei 228 Memorial al centro del parco e il Taipei 228 Memorial Museum. Ospita il Museo Nazionale di Taiwan a nord.

## Storia
Il parco fu creato durante l'era della colonizzazione giapponese di Taiwan, nel 1900. Era ufficialmente noto come Taihoku Park, dal nome giapponese della città di Taipei, anche se era popolarmente indicato come New Park. L'ufficio del governatore generale di Taiwan, successivamente convertito a palazzo presidenziale, fu eretto vicino al parco pochi anni dopo.

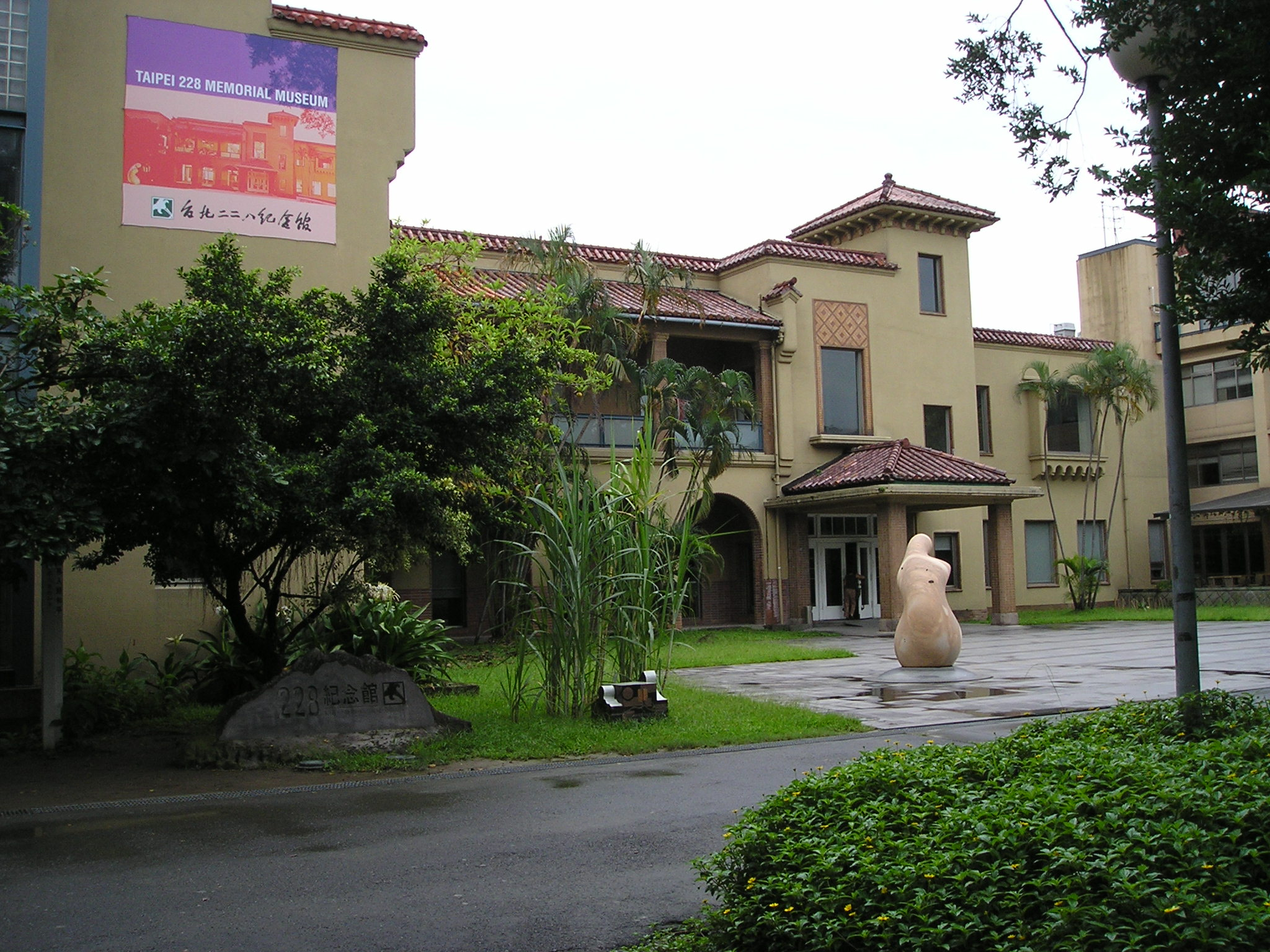
Il Taipei 228 Memorial Museum, all'interno del parco.

Nel 1930, l'Ufficio di Propaganda del Governatore Generale istituì la sede di una stazione radio sul sito del parco, chiamata Taipei Broadcasting Bureau, con l'obiettivo di incoraggiare lo sviluppo delle stazioni radio nel territorio dell'isola. La Taiwan Broadcast Association venne creata un anno dopo per gestire le trasmissioni radiofoniche.
Dopo la seconda guerra mondiale, quando la Repubblica di Cina riprese il controllo dell'isola, il parco fu ribattezzato Taipei New Park. L'Association fu poi ribattezzata Taiwan Broadcast Company. L'edificio dell'emittente fu quindi ufficialmente utilizzato dal governo e dall'esercito.
Il 27 febbraio 1947, la popolazione civile diede luogo a diverse manifestazioni davanti all'ufficio di polizia della capitale, che vennero poi respinte a colpi di arma da fuoco. Il 28, la folla si è riunita nel Taipei New Park per rilevare l'edificio della radio e far sentire le sue richieste sulle onde radio. Questi eventi portarono a gravi repressioni armate da parte del governo del Kuomintang, conosciute come Incidente 228.
Il 28 febbraio 1997, per il 50º anniversario dell'incidente, l'edificio della radio è stato ribattezzato Taipei 228 Memorial Museum. Negli anni 2000, durante il mandato del presidente Chen Shui-bian, appartenente al Partito Progressista Democratico, il parco è stato ribattezzato Parco del Memoriale della Pace 228 (228 Peace Memorial Park).